# Obryv Opasnyj
Obryv Opasnyj (englische Transkription von russisch Обрыв Опасный Obryw Opasny, deutsch ‚Gefährlicher Abbruch‘) ist ein Kliff im ostantarktischen Mac-Robertson-Land. In der Aramis Range der Prince Charles Mountains ragt es am nördlichen Ende des Kar Lovushka südwestlich des Gluchoi-Gletschers auf.
Russische Wissenschaftler benannten es.